# Língua acholi
A língua acholi (também conhecida como acoli, akoli, acooli, atscholi, shuli, gang, lwoo, lwo, log acoli, dok acoli) é uma língua originalmente falada pelo povo acholi dos distritos de Gulu, Kitgum e Pader, uma região conhecida como Acholilândia no norte de Uganda. O acholi também é falado no sul do distrito de Equatória Oriental, no Sudão do Sul. Em 1996 havia 773 800 falantes do acholi no mundo. Gradualmente esse número aumentou para mais de 800,000. Atualmente, possui cerca de 1,5 milhões de falantes. Song of Lawino & Song of Ocol, bem conhecido na literatura africana foi escrito em acholi por Okot p'Bitek.
O acholi é uma das línguas luo, ramo das línguas nilóticas ocidentais, que pertence à família das línguas nilo-saarianas. O acholi, o alur e o lango possuem entre 84 e 90 por cento do vocabulário em comum  portanto são mutuamente inteligíveis.

## Escrita
A língua Acholi usa o alfabeto latino sem as letras F, H, Q, V, X, Z; apresenta os encontros consonatais Bw, Ng, Ny, Pw;

## Sons
O acholi possui harmonia vocálica: Todas as vogais em uma palavra pertencem a uma única classe (e.g. [kojo] o frio vs. [kɔjɔ] separar). Há dois conjuntos de vogais, distintos pela característica [+/-ATR]. 
| .            | Frontal | Central | Anterior |
| ------------ | ------- | ------- | -------- |
| Semi-fechada | ɪ       |         | ʊ        |
| Média-aberta | ɛ       |         | ɔ        |
| Aberta       |         | ɒ       |          |

| .             | Frontal | Central | Anterior |
| ------------- | ------- | ------- | -------- |
| Fechada       | i       |         | u        |
| Média-fechada | e       |         | o        |
| Aberta        |         | a       |          |

O acholi é uma língua tonal. Assim, algumas palavras podem se distinguir apenas pelo tom, e.x. bèl (baixo) 'enrugado' vs. bél (alto) 'milho' e kàl (baixo) 'lugar fechado por uma paliçada' vs. kál (alto) 'milhete'. O tom desempenha um papel importante na conjugação do verbo. 

## Amostra de texto
I acakki piny Lok onoŋo tye, Lok tye bot Lubaŋa, Lok en Lubaŋa. Jami dcu en aye ceŋ otiyo, pe tye gin mo ma ceŋ giketo laboŋo en. I en con tye kwo, kwo meno con ceŋ pa dano.
Português
No princípio era o Verbo, e o Verbo estava com Deus, e o Verbo era Deus. Ele estava no princípio com Deus.Todas as coisas foram feitas por ele, e sem ele nada do que foi feito se fez. (João 1:1-);